# Ana Kuzmanović
Ana Kuzmanović ist eine serbische Sommerbiathletin und Leichtathletin.
Ana Kuzmanović von SK Biatlon Novi Sad lebt in Novi Sad und studiert an der Universität Novi Sad. Ihre bedeutendsten internationalen Einsätze hatte sie im Rahmen der Sommerbiathlon-Europameisterschaften 2008 in Bansko, wo sie mit sieben Fehlschüssen 18. des Sprints wurde. Im Massenstartrennen ging sie nicht an den Start. Bei den serbischen Crosslauf-Biathlonmeisterschaften in Novi Sad gewann sie im selben Jahr hinter Ksenija Bodlović die Silbermedaille. Neben dem Biathlonsport ist Kuzmanović auch als Mittel- und Langstreckenläuferin für OK Strazil OK Strazilov aktiv. So wurde sie beim Halbmarathon von Novi Sad 2007 Zehnte.

## Belege
1. ↑  Resultate EM-Sprint 2008 (Memento vom 15. Oktober 2013 im Internet Archive) (PDF; 70 kB)
Resultate EM-Massenstart 2008 (Memento vom 15. Oktober 2013 im Internet Archive) (PDF; 65 kB)
2. ↑  Sportske vesti: Dominacija Novosađana na Zlatiboru (Memento vom 4. September 2012 im Webarchiv archive.today)
3. ↑  distancerunning.co.uk (PDF; 2,4 MB)

| Personendaten    | Personendaten                                 |
| ---------------- | --------------------------------------------- |
| NAME             | Kuzmanović, Ana                               |
| KURZBESCHREIBUNG | serbische Sommerbiathletin und Leichtathletin |
| GEBURTSDATUM     | 20. Jahrhundert                               |